# Andri Aganits
Andri Aganits (* 7. September 1993 in Põlva) ist ein estnischer Volleyballspieler.

## Karriere
Aganits begann seine Karriere 2010 bei Valio Võru VK. Nach einer Saison wechselte er zu Selver Tallinn. Der Mittelblocker spielte in diversen Nachwuchs-Nationalmannschaften und debütierte im Alter von 18 Jahren in der A-Nationalmannschaft. In der Saison 2012/13 wurde er bester Mittelblocker der estnischen Liga. 2013 wurde er vom deutschen Bundesligisten TV Bühl verpflichtet. 2014 wechselte Aganits nach Italien zu Pallavolo Città di Castello.